# Кароль Фрех
Кароль Фрех (рум. Carol Frech, угор. Károly Veredi, 1896—1959) — румунський футболіст, нападник.

## Біографія
З 1920 року грав за клуб «Кінезул» (Тімішоара), з яким чотири рази ставав чемпіоном Румунії. У сезоні 1925/26 грав за «Спарту» (Тімішоара), після чого повернувся у «Кінезул».
Кароль Фрех зіграв у першому офіційному матчі національної збірної Румунії на Кубку короля Олександра 8 червня 1922 року проти Югославії.
Зі збірною Румунії поїхав на літні Олімпійські ігри 1924 року у Парижі. Під час поїздки румуни домовились зіграти 20 травня у Відні проти австрійців, програвши 1:4. Цей матч став примітним, оскільки це був перший матч в історії румунської збірної, в якому була зроблена заміна — на 46-й хвилині замість травмованого Дезідеріу Якобі вийшов Кароль Фрех. Ця гра стала третьою і останньою для Кароля за збірну, оскільки на самій Олімпіаді він на поле не виходив.
| Міжнародні виступи | Міжнародні виступи | Міжнародні виступи | Міжнародні виступи | Міжнародні виступи | Міжнародні виступи      | Міжнародні виступи |
| #                  | Дата               | Місце проведення   | Суперник           | Рахунок            | Турнір                  |                    |
| ------------------ | ------------------ | ------------------ | ------------------ | ------------------ | ----------------------- | ------------------ |
| 1.                 | 8 червня 1922      | Белград, Югославія | Югославія          | 2–1                | Кубок короля Олександра |                    |
| 2.                 | 10 червня 1923     | Бухарест, Румунія  | Югославія          | 1–2                | Кубок короля Олександра |                    |
| 3.                 | 20 травня 1924     | Відень, Австрія    | Австрія            | 1–4                | Товариський матч        |                    |

## Досягнення
- Чемпіон Румунії: 1921–22, 1922–23, 1923–24, 1924–25